# Serbisch-montenegrinische Männer-Handballnationalmannschaft
Die Männer-Handballnationalmannschaft der Bundesrepublik Jugoslawien (1992–2003) bzw. serbisch-montenegrinische Männer-Handballnationalmannschaft (2003–2006) repräsentierte den Handballverband der Bundesrepublik Jugoslawien bzw. von Serbien und Montenegro als Auswahlmannschaft auf internationaler Ebene bei Länderspielen im Handball gegen Mannschaften anderer nationaler Verbände.

## Geschichte
Nach dem Auseinanderbrechen der Sozialistischen Föderativen Republik Jugoslawien 1992 wurde der Handballverband der Bundesrepublik Jugoslawien gegründet. Auf Grund der Jugoslawienkriege nahm die Nationalmannschaft erst 1996 an einem großen Turnier teil. Bei der Europameisterschaft 1996 gewann die Auswahl die Bronzemedaille. Bei Weltmeisterschaften gelang dieser Erfolg 1999 und 2001. Ab 2003 trat die Mannschaft für Serbien und Montenegro an. Im Jahr 2006 teilte sich der Staat in Serbien und Montenegro und die Nationalmannschaft in die serbische Männer-Handballnationalmannschaft und in die montenegrinische Männer-Handballnationalmannschaft.

## Internationale Großereignisse

### Olympische Spiele
- Olympische Spiele 1996: nicht qualifiziert
- Olympische Spiele 2000: 4. Platz (von 12 Mannschaften)

Kader: Dejan Perić (8 Spiele/0 Tore), Arpad Šterbik (8/0), Ratko Đurković (5/2), Petar Kapisoda (3/5), Ratko Nikolić (4/7), Goran Đukanović (5/9), Vladan Matić (6/13), Žikica Milosavljević (4/13), Nebojša Golić (8/13), Ivan Lapčević (8/18), Nenad Peruničić (7/20), Aleksandar Knežević (7/22), Nedeljko Jovanović (8/23), Igor Butulija (8/24), Dragan Škrbić (7/34/All-Star-Team). Trainer: Veselin Vujović.
- Olympische Spiele 2004: nicht qualifiziert

### Weltmeisterschaften
- Weltmeisterschaft 1993: nicht qualifiziert
- Weltmeisterschaft 1995: nicht qualifiziert
- Weltmeisterschaft 1997: 9. Platz (von 24 Mannschaften)

Kader: Goran Stojanović, Dragan Škrbić, Nebojša Jokić, Jovan Kovačević, Predrag Peruničić, Rastko Stefanović, Aleksandar Knežević, Nedeljko Jovanović, Igor Butulija, Goran Stupar, Dejan Perić, Dragan Momić, Žikica Milosavljević, Vladan Matić, Zoran Đorđić, Nenad Peruničić. Trainer: Jovica Elezović.
- Weltmeisterschaft 1999:  3. Platz (von 24 Mannschaften)

Kader: Zoran Đorđić, Arpad Šterbik, Dejan Perić, Petar Kapisoda, Vladan Matić, Žikica Milosavljević, Nenad Maksić, Ratko Nikolić, Dragan Škrbić, Nenad Peruničić, Ivan Lapčević, Branko Kokir, Nebojša Golić, Nedeljko Jovanović (All-Star-Team), Vladimir Petrić, Blažo Lisičić. Trainer: Zoran Živković.
- Weltmeisterschaft 2001:  3. Platz (von 24 Mannschaften)

Kader: Nenad Puljezević, Ratko Đurković, Branko Kokir, Nedeljko Jovanović, Vladan Matić, Nenad Maksić, Ivan Lapčević, Zoran Đorđić, Nebojša Golić, Mladen Bojinović, Petar Kapisoda, Arpad Šterbik, Žikica Milosavljević (All-Star-Team), Goran Đukanović, Blažo Lisičić, Dragan Škrbić. Trainer: Branislav Pokrajac.
- Weltmeisterschaft 2003: 8. Platz (von 24 Mannschaften)

Kader: Ratko Đurković, Nikola Vojinović, Vladimir Mandić, Dragan Sudžum, Nedeljko Jovanović, Nenad Peruničić, Nenad Maksić, Ivan Lapčević, Dejan Perić, Vladimir Petrić, Mladen Bojinović, Vladan Matić, Arpad Šterbik, Žikica Milosavljević, Blažo Lisičić, Dragan Škrbić. Trainer: Zoran Kurteš.
- Weltmeisterschaft 2005: 5. Platz (von 24 Mannschaften)

Kader: Arpad Šterbik (9 Spiele/0 Tore/All-Star-Team), Danijel Šarić (9/0), Nikola Kojić (7/4), Goran Đukanović (9/5), Alem Toskić (4/6), Ratko Đurković (8/9), Marko Ćuruvija (4/11), Milorad Krivokapić (8/11), Marko Krivokapić (9/20), Vladimir Petrić (8/21), Danijel Anđelković (9/22), Žikica Milosavljević (8/23), Vladica Stojanović (8/26), Dragan Sudžum (8/27), Alen Muratović (9/34), Ratko Nikolić (9/34). Trainer: Veselin Vujović.

### Europameisterschaften
- Europameisterschaft 1994: nicht qualifiziert
- Europameisterschaft 1996:  3. Platz (von 12 Mannschaften)

Kader: Goran Stojanović (6 Spiele/0 Tore), Dejan Perić (6/0), Zoran Đorđić (2/0), Blažo Lisičić (2/0), Jovan Kovačević (2/1), Nikola Adžić (3/2), Veselin Vujović (6/2), Dragan Momić (4/3), Predrag Peruničić (6/3), Žikica Milosavljević (7/7), Nedeljko Jovanović (6/13), Aleksandar Knežević (6/19), Igor Butulija (7/26), Rastko Stefanović (7/27), Nenad Peruničić (7/29), Dragan Škrbić (7/34). Trainer: Zoran Živković.
- Europameisterschaft 1998: 5. Platz (von 12 Mannschaften)

Kader: Dejan Perić (6 Spiele/0 Tore), Zoran Đorđić (6/0), Nikola Vojinović (1/0), Jovan Kovačević (1/0), Branko Kokir (5/2), Goran Arsenić (3/3), Dragan Sudžum (5/5), Vladimir Petrić (6/7), Ivan Lapčević (6/8), Nenad Maksić (3/14), Igor Butulija (6/15), Rastko Stefanović (6/17), Dragan Škrbić (6/24), Nedeljko Jovanović (6/25), Nenad Peruničić (6/37). Trainer: Zoran Živković.
- Europameisterschaft 2000: nicht qualifiziert
- Europameisterschaft 2002: 10. Platz (von 16 Mannschaften)

Kader: Dejan Perić (7 Spiele/0 Tore), Arpad Šterbik (6/0), Nenad Puljezević (2/0), Ratko Đurković (6/0), Nebojša Golić (2/2), Tihomir Doder (6/3), Duško Grbić (7/5), Jovan Kovačević (7/6), Žikica Milosavljević (7/11), Mladen Bojinović (6/12), Nenad Maksić (7/14), Blažo Lisičić (7/17), Vladimir Petrić (7/18), Vladan Matić (7/25), Dragan Škrbić (7/26), Nedeljko Jovanović (7/46). Trainer: Zoran Živković.
- Europameisterschaft 2004: 8. Platz (von 16 Mannschaften)

Kader: Dane Sijan (7 Spiele/0 Tore), Dejan Perić (7/0), Vladimir Petrić (2/3), Ratko Đurković (7/3), Goran Đukanović (7/5), Marko Ćuruvija (6/8), Branko Kokir (5/11), Nikola Eklemović (5/11), Ivan Lapčević (7/12), Milorad Krivokapić (7/14), Vladan Matić (6/18), Marko Krivokapić (6/19), Danijel Anđelković (6/23), Žikica Milosavljević (7/25), Ratko Nikolić (7/27), Nenad Maksić (6/27). Trainer: Veselin Vujović.
- Europameisterschaft 2006: 9. Platz (von 16 Mannschaften)

Kader: Arpad Šterbik (6 Spiele/0 Tore), Danijel Šarić (6/0), Alen Muratović (1/0), Ratko Đurković (5/0), Goran Đukanović (4/0), Nikola Manojlović (3/6), Vladica Stojanović (4/6), Alem Toskić (5/6), Marko Krivokapić (3/8), Nikola Kojić (6/8), Petar Kapisoda (3/9), Dragan Sudžum (3/14), Danijel Anđelković (6/14), Vladimir Petrić (6/14), Milorad Krivokapić (6/19), Momir Ilić (6/19), Žikica Milosavljević (5/20), Ratko Nikolić (6/23). Trainer: Veselin Vujović.

## Weitere Turnierteilnahmen

### World Cup
Beim World Cup (1971–2010) in Schweden erreichte die Auswahl folgende Platzierungen:
- World Cup 2002: 6. Platz (von 8 Mannschaften)

Kader: Ratko Đurković, Nikola Kojić, Vladimir Mandić, Ratko Nikolić, Ivan Nikčević, Nedeljko Jovanović, Nenad Maksić, Danijel Šarić, Vladimir Petrić, Mladen Bojinović, Dragan Sudžum, Dane Sijan, Žikica Milosavljević, Ljubomir Pavlović, Draško Mrvaljević, Danijel Anđelković, Duško Milinović. Trainer: Zoran Kurteš.

### Supercup
Beim Supercup (1979–2015) in Deutschland erreichte die Auswahl folgende Platzierungen:
- Supercup 1998: 4. Platz (von 8 Mannschaften)

Kader: Zoran Đorđić, Dejan Perić, Nenad Puljezević, Dragan Škrbić, Vladimir Matović, Jovan Kovačević, Vladimir Jelesić, Vladimir Stanojević, Nedeljko Jovanović, Marko Krivokapić, Igor Butulija, Ivan Lapčević, Vladimir Petrić, Vladan Matić, Dragan Sudžum, Branko Kokir. Trainer: Zoran Živković.

### Mittelmeerspiele
Bei den Mittelmeerspielen in verschiedenen Ländern des Mittelmeerraumes ist Handball seit 1967, mit Ausnahme von 1971, fester Bestandteil. Dort erreichte die Auswahl folgende Platzierungen:
- Mittelmeerspiele 1997: 5. Platz (von 13 Mannschaften)
- Mittelmeerspiele 2001: 5. Platz (von 12 Mannschaften)

Kader (mglw. unvollständig): Nenad Puljezević, Dejan Perić, Tihomir Doder, Ratko Đurković, Nikola Kojić, Nedeljko Jovanović, Ljubomir Pavlović, Dragan Sudžum, Danijel Anđelković, Žikica Milosavljević, Vladimir Matović, Nenad Maksić. Trainer: ?.
- Mittelmeerspiele 2005: 4. Platz (von 10 Mannschaften)

Kader (unvollständig): Ivan Nikčević, Alem Toskić, Vukašin Rajković, Nenad Vučković. Trainer: Veselin Vujović.

### Karpatenpokal
Beim Karpatenpokal (seit 1959) in Rumänien erreichte die Auswahl folgende Platzierungen:
- Karpatenpokal 1995: 2. Platz (von 4 Mannschaften)
- Karpatenpokal 1996: 1. Platz (von 4 Mannschaften)
- Karpatenpokal 1997: 1. Platz (von 6 Mannschaften)

## Trainer
| Zeitraum  | Nation     | Trainer            |
| --------- | ---------- | ------------------ |
| <1995     | Serbien    | Jezdimir Stanković |
| <1997     | Serbien    | Zoran Živković     |
| 1997      | Serbien    | Jovica Elezović    |
| 1997–2000 | Serbien    | Zoran Živković     |
| 2000      | Montenegro | Veselin Vujović    |
| 2000–2001 | Serbien    | Branislav Pokrajac |
| 2001–2002 | Serbien    | Zoran Živković     |
| 2002–2003 | Serbien    | Zoran Kurteš       |
| 2003–2006 | Montenegro | Veselin Vujović    |
| 2006      | Serbien    | Jovica Elezović    |